# Bruno Carlier
Bruno Carlier (14 november 1956) is een Nederlandse schaker. In 1987 werd hem door de FIDE de titel Internationaal Meester (IM) toegekend. Thans speelt hij bij de schaakvereniging SO Rotterdam.
- Op tienjarige leeftijd begon Carlier bij schaakclub Oud-Zuylen in Utrecht.[1]
- In 1973 eindigde hij in het jeugdtoernooi van Schilde op de derde plaats na Speelman en Carsten Hoi.
- In 1974 en 1975 was Carlier protegé van bondscoach Hans Bouwmeester. Hij werd weggestuurd met de mededeling: "Je bent niet serieus genoeg en te lui. Ik kan niks meer voor je doen."[bron?]
- In 1975 was hij snelschaakkampioen van Nederland in Zevenbergen.
- Van 1974 tot 2008 was hij een topscorer in de hoofdklasse en meesterklasse.
- Hij was de winnaar van vele weekendtoernooien, rapid- en snelschaaktoernooien in Nederland en Engeland.
- In 1977 en 1979 won hij het Open Kampioenschap van Utrecht.[2]
- In 1980 won Carlier een toernooi te Wenen.
- In 1981 won Carlier de 41e editie van het Daniël Noteboom-toernooi in Leiden.
- Hij won 4 keer het Guernsey Open:[3] in 1983, 1984, 1986 en 1987.
- In 1984 werd hij Open Kampioen van Nederland in Dieren.
- Eveneens in 1984 won hij het Sixth Regency Masters Ramsgate.
- In 1997 won Carlier een toernooi in Liechtenstein.
- In 2003 won hij het rapidschaaktoernooi in Overschie ongeslagen met 6 punten uit 7.
- Bruno Carlier eindigde op een gedeelde tweede plaats in het open Botwinnik rapidschaaktoernooi dat in augustus 2004 te Zoetermeer gehouden werd. Er waren 153 deelnemers en Erik van den Doel eindigde op de eerste plaats.
- Op 19 februari 2005 won Carlier het open snelschaakkampioenschap van de Zaanstreek. Op de tweede plaats eindigde Manuel Bosboom.
- Op 23 april 2005 won hij in Culemborg met 7,5 uit 9 het vierde open Betuwe rapidschaaktoernooi.
- Op 3 september 2005 werd in Gouda het derde Siom open toernooi met 6 uit 7 gewonnen door Daniël Fridman. Carlier werd met 5 punten gedeeld derde.
- Op 10 december 2005 won hij het open kampioenschap van Weesp met 6,5 uit 7.
- In 2007 werd hij gedeeld 6e-9e, met Stefan van Blitterswijk, Edwin van Haastert en Mihail Saltaev, op het elfde OGD rapid-toernooi in Delft, dat werd gewonnen door Andrej Orlov.[4]
- In 2014 werd hij gedeeld tweede bij het Chrysantentoernooi in Heerhugowaard.[5]

## Externe koppelingen
- (en)   Informatie over schaakpartijen van Bruno Carlier op ChessGames.com
- (en)   Informatie over schaakpartijen van Bruno Carlier op 365chess.com
- (en)  FIDE-ratinggegevens voor Bruno Carlier